# Trójkąt warszawski
Trójkąt warszawski – drugi minialbum polskiego rapera Taco Hemingwaya. Wydawnictwo ukazało się 19 grudnia 2014 roku nakładem własnym. Nagrania zostały udostępnione bezpłatnie w formie digital download na oficjalnej stronie internetowej rapera. Materiał nagrywany między 2013 a 2014 rokiem. Płyta reprezentuje stylistykę hip-hopową z wpływami innych gatunków. Jest to album koncepcyjny, przedstawiający historię bohatera, który śledzi swoją eks-dziewczynę i jej nową miłość – Piotra.
Trójkąt warszawski spotkał się ze znakomitymi ocenami krytyków muzycznych. Recenzenci chwalili go za błyskotliwe teksty i dobrze dobrane produkcje muzyczne, ciekawie opowiedzianą historię oraz za wprowadzenie nowości na polski rynek muzyczny. Album po czasie odniósł sukces komercyjny, odnotowując wysokie wyniki odtworzeń w serwisach streamingowych i debiutując na trzecim miejscu ogólnopolskiej listy sprzedaży OLiS. W 2018 roku album uzyskał certyfikat złotej płyty za sprzedanie ponad 15 tys. egzemplarzy, spędzając ponad 50 tygodni na liście. Po latach nominowany do nagród Popkillery 2020, w kategorii Album dekady. W 2025 wydawnictwo powróciło na 1. miejsce polskiej listy sprzedaży – OLiS.
Poszczególne utwory były promowane podczas trasy koncertowej Następna stacja Tour, obejmującej największe miasta Polski.

## Geneza, nagranie i wydanie
Po słabym przyjęciu komercyjnym poprzedniego albumu, Taco po namowie znajomych przerzucił się z rapowania po angielsku na język polski. Niektóre z utworów były pisane przed powstaniem poprzedniego minialbumu, a niektóre już po jego ukończeniu. Trójkąt warszawski został nagrany w studiu na Muranowie. 19 grudnia 2014 roku materiał został udostępniony na kanale rapera w platformie YouTube oraz na jego własnej stronie internetowej. Główną produkcją albumu zajął się znajomy rapera Rumak, a niektóre utwory stworzyli Augustyn i Bebun. Dzień później artysta zagrał swój pierwszy koncert w Cafe Kulturalna w Warszawie. 2 kwietnia 2015 roku miało premierę pierwsze wydanie fizyczne albumu, raper nakładem własnym wydał 500 sztuk płyty.
Po kilku miesiącach od premiery oraz po nagraniu singla do następnej płyty, pt. 6 zer, raper zaczynał zdobywać popularność w kraju. Wówczas nagrania Taco Hemingwaya spotkały się z zainteresowaniem Marcina „Tytusa” Grabskiego – właściciela oficyny Asfalt Records, który podpisał z raperem kontrakt wydawniczy. 19 sierpnia 2015 roku nakładem wytwórni muzycznej Asfalt Records ukazało się wznowienie nagrań w nieograniczonym nakładzie. W skład wydawnictwa wchodziły dwie płyty CD, za projekt graficzny odpowiedzialny jest Łukasz Partyka.
26 stycznia 2016 roku, ponownie dzięki oficynie Asfalt Records nagrania ukazały się na 12" płycie winylowej w ograniczonym nakładzie wynoszącym 500 sztuk. Natomiast 15 sierpnia tego samego roku, ruszył nielimitowany nakład winylowych płyt. Raper promował nagrania w trasie koncertowej po premierze następnego minialbumu Umowa o dzieło, nazwanej Następna stacja Tour, odwiedzając m.in. Warszawę, Sopot, Poznań czy Kraków. Podczas koncertów zaprezentował nagrania pochodzące z płyty.

## Przyjęcie

### Krytyczne
Album otrzymał przychylne opinie recenzentów.
Dawid Bartkowski z serwisu goodkid dał albumowi ocenę 6/10, twierdząc na końcu iż „[...] to taki mały skarb na polskiej scenie, a i może prolog do czegoś większego już wkrótce. Czekam”. Według krytyka największymi plusami na albumie są opisy miejsc, opisywanie życia nastolatków oraz przewijająca się w tle historia płyty. Redaktor pochwalił rapera za stworzenie istnej wycieczki po Warszawie w każdym z utworów, szczególnie kiedy słucha się płyty całej na raz. W minusach dostrzegł, że niektórych może odrzucać głos rapera, który chociaż idealnie pasuje do konwencji płyty, może być męczący przy dłuższym słuchaniu. Stwierdził również, że cały czar płyty pryska, jeśli nie słucham jej całej na raz, tylko wyrywkowo po kawałkach.
Natomiast portal Sounduniverse.pl w recenzji Adama Smolarka przyznał albumowi 9.1/10 gwiazdek nazywając ją bardzo dobrą, dodając na końcu „Krążek jest niepoprawnie wręcz krótki – trwa tylko dwadzieścia dziewięć minut. W tym wypadku, moim zdaniem, jest to wyrządzanie krzywdy słuchaczom. Tak dobra muzyka nie powinna się kończyć tak szybko”. Krytyk szczególnie wyróżnił dużą ilość świetnie dobranych porównań, które stanowią trzon tekstów i często rozbawiają słuchacza. Pochwalił również producenta muzycznego albumu, Rumaka, który zgrabnie dobrał sample do utworów oraz wykorzystał wstawki ze starych polskich filmów. Autor recenzji stwierdził, że raper „...ma swoją własną stylistykę tekstów i sposób wykonania oraz, przede wszystkim, pomysł”.
Po latach album zyskał status kultowego w dyskografii Taco Hemingwaya. W recenzjach dotyczących następnych jego płyt, pojawiały się często porównania do Trójkąta warszawskiego. Krytycy zarzucali raperowi, iż nie zbliżył się jakościowo do swojego polskojęzycznego debiutu, twierdzili, że płyta ma swój osobisty czar, którego brakuje jego następnym wydaniom.

### Komercyjne
Początkowo udostępnione nagrania za darmo w internecie, powoli zaczęły nabierać popularności. 2 kwietnia 2015 roku w związku z dużym zainteresowaniem nabyciem albumu w formie fizycznej, raper własnym nakładem sprzedał 500 płyt. Po wydaniu następnego albumu raper wszedł w falę popularności, która odbiła się również na Trójkącie warszawskim. 19 sierpnia 2015 roku ukazała się reedycja albumu w formie fizycznej. Album w dniu premiery reedycji sprzedał się w nakładzie około ponad 10 000 egzemplarzy docierając do 3. miejsca w zestawieniu najlepiej sprzedających się albumów w Polsce – OLiS, gdzie na drugim miejscu był jego następny mini album Umowa o dzieło. Nagrania utrzymywały się na liście przez ponad dwa miesiące. Płyta była również 9. najlepiej sprzedającym się albumem w sierpniu w Polsce. Do 2018 roku album rozszedł się w ponad 15 tys. egzemplarzy, tym samym zdobywając status złotej płyty w Polsce. W kwestii streamingu najlepiej przyjęły się utwory „Wszystko jedno” oraz „Szlugi i kalafiory”, zdobywając kilka milionów wyświetleń. Okładka albumu została nominowana do nagrody Cover awArts 2015 gdzie została wybrana drugą najlepszą okładką muzyczną w 2015 roku.
W 2020 roku płyta została nominowana do nagród Popkillery 2020, w kategorii Album dekady.

### Nagrody i nominacje
| Rok  | Kategoria              | Nagroda           | Rezultat   |
| ---- | ---------------------- | ----------------- | ---------- |
| 2016 | Najlepsze okładki płyt | Cover awArts 2015 | 2. miejsce |
| 2020 | Album dekady           | Popkillery 2020   | Nominacja  |

## Lista utworów
Opracowano na podstawie materiału źródłowego.
| Nr | Tytuł utworu         | Tekst            | Producent | Długość |
| -- | -------------------- | ---------------- | --------- | ------- |
| 1. | „Szlugi i kalafiory” | Filip Szcześniak | Rumak     | 3:06    |
| 2. | „Marsz, marsz”       | F. Szcześniak    | Rumak     | 3:51    |
| 3. | „Wszystko jedno”     | F. Szcześniak    | Rumak     | 5:11    |
| 4. | „Trójkąt”            | F. Szcześniak    | Rumak     | 5:27    |
| 5. | „(przerywnik)”       | F. Szcześniak    | Augustyn  | 2:13    |
| 6. | „Mięso”              | F. Szcześniak    | Bebun     | 4:19    |
| 7. | „900729”             | F. Szcześniak    | Rumak     | 5:06    |
|    |                      |                  |           | 29:13   |

Sample
- W utworze „Szlugi i kalafiory” wykorzystano sample z utworu „Race With the Devil” The Gun oraz dialogi z reportażu „Konsul” i inni w reżyserii Krzysztofa Gradowskiego i filmu dokumentalnego Paragraf zero w reżyserii Włodzimierza Borowika[28].
- W utworze „Marsz, marsz” wykorzystano dialogi z filmu dokumentalnego Na wsi zabawa w reżyserii Nataszy Ziółkowskiej-Kurczuk[29][30].
- W utworze „Trójkąt” wykorzystano sample z utworu „Penty Harmonium” Aphex Twin oraz dialogów z reportażu „Konsul” i inni w reżyserii Krzysztofa Gradowskiego[31].
- W utworze „(przerywnik)” wykorzystano dialogi z filmu dokumentalnego Na wsi zabawa w reżyserii Nataszy Ziółkowskiej-Kurczuk[29][30].
- W utworze „900729” wykorzystano sample z utworu „Spierdalaj” w wykonaniu Sokoła i Marysi Starosty[32].

## Sprzedaż

### Pozycje w notowaniach OLiS
OLiS jest ogólnopolskim notowaniem, tworzonym przez agencję TNS Polska na podstawie sprzedaży albumów muzycznych na nośnikach fizycznych (od tygodnia 36 lista uwzględnia informacje o pobraniach w formacie digital download czy odtworzeniach w serwisach streamingowych).
| Tydzień | 1      | 2      | 3      | 4      | 5      | 6      | 7      | 8      | 9      | 10     | 11     | 12     | 13     | 14     | 15     | 16     |
| ------- | ------ | ------ | ------ | ------ | ------ | ------ | ------ | ------ | ------ | ------ | ------ | ------ | ------ | ------ | ------ | ------ |
| Pozycja | 3      | 22     | 49     | 27     | 26     | 36     | 42     | 46     | 43     | 33     | 33     | 28     | 41     | 36     | 47     | 32     |
| Źródło  | [ 5 ]  | [ 34 ] | [ 35 ] | [ 36 ] | [ 37 ] | [ 37 ] | [ 37 ] | [ 37 ] | [ 38 ] | [ 39 ] | [ 40 ] | [ 41 ] | [ 42 ] | [ 43 ] | [ 44 ] | [ 45 ] |
| Tydzień | 17     | 18     | 19     | 20     | 21     | 22     | 23     | 24     | 25     | 26     | 27     | 28     | 29     | 30     | 31     | 32     |
| Pozycja | 38     | 25     | 5      | 4      | 9      | 46     | 34     | 45     | 47     | 23     | 25     | 31     | 44     | 46     | 48     | 45     |
| Źródło  | [ 46 ] | [ 47 ] | [ 48 ] | [ 49 ] | [ 49 ] | [ 50 ] | [ 51 ] | [ 52 ] | [ 53 ] | [ 54 ] | [ 55 ] | [ 56 ] | [ 57 ] | [ 58 ] | [ 59 ] | [ 60 ] |
| Tydzień | 33     | 34     | 35     | 36     | 37     | 38     | 39     | 40     | 41     | 42     | 43     | 44     | 45     | 46     | 47     | 48     |
| Pozycja | 46     | 49     | 47     | 77     | 78     | 82     | 89     | 98     | 65     | 35     | 64     | 65     | 73     | 100    | 94     | 1      |
| Źródło  | [ 61 ] | [ 62 ] | [ 63 ] | [ 8 ]  | [ 8 ]  | [ 8 ]  | [ 8 ]  | [ 8 ]  | [ 8 ]  | [ 8 ]  | [ 8 ]  | [ 8 ]  | [ 8 ]  | [ 8 ]  | [ 8 ]  | [ 8 ]  |
| Tydzień | 49     | 50     | 51     | 52     | 53     | 54     | 55     | 56     | 57     | 58     | 59     | 60     | 61     | 62     | 63     | 64     |
| Pozycja | 14     | 11     | 9      | 14     | 13     | 23     | 32     | 36     | 30     | 36     | 53     | 50     | 31     |        |        |        |

| Miesiąc       | Pozycja |
| ------------- | ------- |
| Sierpień 2015 | 9       |
| Sierpień 2021 | 8       |

| Rok  | Pozycja |
| ---- | ------- |
| 2021 | 41      |

### Certyfikat ZPAV
Certyfikaty sprzedaży są wystawiane przez Związek Producentów Audio-Video za osiągnięcie określonej liczby sprzedanych egzemplarzy, obliczanej na podstawie kupionych kopii fizycznych i cyfrowych, a także odtworzeń w serwisach streamingowych.
| Certyfikat      | Liczba egzemplarzy | Data             |        |
| --------------- | ------------------ | ---------------- | ------ |
| złota płyta     | 15 000             | 4 lipca 2018     | [ 6 ]  |
| platynowa płyta | 30 000             | 25 sierpnia 2021 | [ 67 ] |

## Historia wydania
| Data             | Format                       | Wytwórnia      |        |
| ---------------- | ---------------------------- | -------------- | ------ |
| 19 grudnia 2014  | streaming · digital download | Taco Corp      | [ 12 ] |
| 2 kwietnia 2015  | CD                           | Taco Corp      | [ 12 ] |
| 19 sierpnia 2015 | CD (reedycja)                | Asfalt Records | [ 12 ] |
| 26 stycznia 2016 | winyl                        | Asfalt Records | [ 17 ] |

## Personel
Za powstanie albumu odpowiedzialne są następujące osoby:
| - Filip Szcześniak – słowa, rap, śpiew - Maciej Ruszecki – produkcja muzyczna, muzyka - Łukasz Partyka, Jonasz Tołopiło, Piotr Dudek – projekt okładki - Staszek Koźlik – realizacja nagrań |  | - Michał Baj – miksowanie, mastering - Augustyn – produkcja utworu „(przerywnik)” - Bebun – produkcja utworu „Mięso” |

Nagrań dokonano w Studiu Muranów w Warszawie.